# Tatort: HAL
HAL ist ein Fernsehfilm aus der Krimireihe Tatort. Der vom Südwestrundfunk produzierte Beitrag ist die 991. Tatort-Episode und wurde am 28. August 2016 im Ersten erstgesendet. Das Stuttgarter Ermittlerduo Lannert und Bootz ermittelt in seinem 19. Fall.

## Handlung
Februar 2017: Ein Kind entdeckt die Leiche einer Frau im Neckar. Die Kommissare Lannert und Bootz nehmen die Ermittlungen auf. Sie finden heraus, dass die Tote die Schauspielschülerin Elena Stemmle ist und sie zwei Nebenjobs nachging: sie arbeitete als Prostituierte für den Escortservice des Onlinedienstes Love Adventure und war zusätzlich als Probandin für das Unternehmen BlueSky mit Sitz in Stuttgart tätig.
Den Kommissaren liegt ein Video vor, das den Mord an Elena zeigt. Das Video belastet den BlueSky-Entwickler David Bogmann, da es nach den Lannert und Bootz vorliegenden Informationen über eine von ihm genutzte IP-Adresse ins Internet auf eine Darknetplattform hochgeladen und dann auf einer Tauschbörse für Snuff-Videos veröffentlicht wurde. Bogmann wird zum Verhör geladen und bestreitet zunächst, Elena gekannt zu haben. Die weiteren Ermittlungen ergeben jedoch, dass Bogmann Elena kannte und sie am Abend ihres Todes unter falschem Namen in ein Hotel gebucht hatte.
Bogmann entwickelt im IT-Unternehmen BlueSky ein gleichnamiges Sicherheitsprogramm, das verteilt arbeitet, mit künstlicher Intelligenz autonom lernt und agiert und weit verbreitet ist, insbesondere schon auf vielen Smartphones ohne Wissen der Nutzer im Hintergrund läuft. Die Geschäftsführerin Mea Welsch und der Data Scientist Bogmann verlieren allerdings zunehmend die Kontrolle über ihre Software, das System überwacht Bogmann, Welsch und alle Personen im Umfeld der beiden und manipuliert Daten. Als das Computersystem sich durch die Ermittlungen von Lannert und Bootz beeinträchtigt sieht, überwacht es auch diese und beeinträchtigt deren Ermittlungen. So legt es unter anderem das Dienstfahrzeug der Kommissare lahm.
Bogmann fühlt sich zunehmend von BlueSky verfolgt und versucht, das System abzuschalten. Als das nicht gelingt, dringt er in den Serverraum ein, um das System mit seiner Sportwaffe zu zerstören. BlueSky löst Alarm aus und meldet die Existenz einer weiteren Person – einer Putzfrau – im Serverraum, woraufhin die Einsatzleitung anordnet, den Serverraum zu stürmen. Hierbei wird Bogmann angeschossen und erliegt später seinen Verletzungen.
Bogmanns Vorgesetzte Welsch räumt daraufhin den Kommissaren gegenüber ein, die Kontrolle über BlueSky verloren zu haben, und zeigt den Ermittlern, dass das belastende Video eine computergenerierte Fälschung ist. Es gelingt Lannert und Bootz, von BlueSky eine Aufzeichnung des tatsächlichen Mordes an Elena zu erhalten, welche belegt, dass Elena nach dem Treffen mit Bogmann von ihrem Freund aus Eifersucht erstickt wird.

## Hintergrund
Der Film wurde vom 26. Januar 2016 bis 26. Februar 2016 in Baden-Baden, Stuttgart und Karlsruhe gedreht. Ein früheres Firmengebäude, das heutige Rathaus von Meißenheim diente als Drehort für den Sitz der Softwarefirma.
Der Filmtitel nimmt Bezug auf den Science-Fiction-Klassiker 2001: Odyssee im Weltraum, in dem das vollautomatische Computersystem HAL heißt. Ähnlich wie in dem Filmklassiker versucht auch hier das Computersystem, denjenigen, der es abschalten möchte, auszuschalten und letztlich zu töten. Auch andere Elemente z. B. die Eingangssequenz und die Schlussszene zitieren diesen Film:
- Das Lied Hänschen klein.
- Ein Match Cut, bei dem von einem geworfenen Stock zu einer fliegenden Tontaube geschnitten wird.
- Namensähnlichkeiten: David Bogmann -> David Bowman, Elena Laiskis (das Opfer) -> Elena (Sowjetische Wissenschaftlerin).
- Das Programm BlueSky begrüßt David Bogmann fast ebenso wie HAL David Bowman im Film 2001.
- Deutlich hörbare Atemgeräusche (beim Versuch, das System zu zerstören).

Die Kapitel des Films sind nach Werken von Franz Kafka benannt: „Die Verschollene“ (bei Kafka „Der Verschollene“), „Vor dem Gesetz“, „Der Prozess“, „Die Verwandlung“.
Der 2016 erschienene Film spielt im Jahr 2017 und damit in der Zukunft.

## Rezeption
Im Blog netzpolitik.org wies Anna Biselli darauf hin, dass der Tatort viel Stoff für netzpolitische Diskussionen biete. Obwohl er in naher Zukunft (2017) spiele, seien viele der politischen Aspekte bereits Realität: „Während die Ermittler der Stuttgarter Polizei noch unerfahren im Cyberraum wirkten, haben ihre LKA-Kollegen bereits das Überwachungsinstrumentarium für sich entdeckt.“

### Kritiken
„Big Data in Little Stuttgart. Autor und Regisseur Niki Stein ist bei diesem 'Tatort' über echte und virtuelle Realität weniger an ermittlungs- und computertechnischen Details interessiert. Es geht ihm vielmehr um die generelle Frage, wie der Mensch die Technik lenkt. Und die Technik den Menschen. Wie verändert sich zum Beispiel das Begehren, wenn Befriedigung in jeder Feinabstufung abrufbar ist? Welchen Bildern vertrauen wir, wenn wir nicht mehr wissen, wer sie produziert hat? Wo hört die Kontrolle auf, wo beginnt die Manipulation?“

„Der Film ist ein Experiment, mehr Science Fiction als Krimi, Stein erzählt in Kapiteln, und er taucht ab, tief in verschiedene Themenbereiche von Snuff Videos bis Big Data. Er philosophiert über zerschossene Server und die fehlende Kooperationsbereitschaft amerikanischer Sicherheitsbehörden. […] Wer sich drauf einlässt, wird hineingezogen in die Geschichte, die Kamera ist bemerkenswert, und natürlich ist das Thema sehr groß: Wer weiß was über mich, über uns, über alles?“

### Einschaltquoten
Die Erstausstrahlung von HAL am 28. August 2016 wurde in Deutschland von 7,43 Millionen Zuschauern gesehen und erreichte einen Marktanteil von 23,7 % für Das Erste.